# Citadel (bouwwerk)

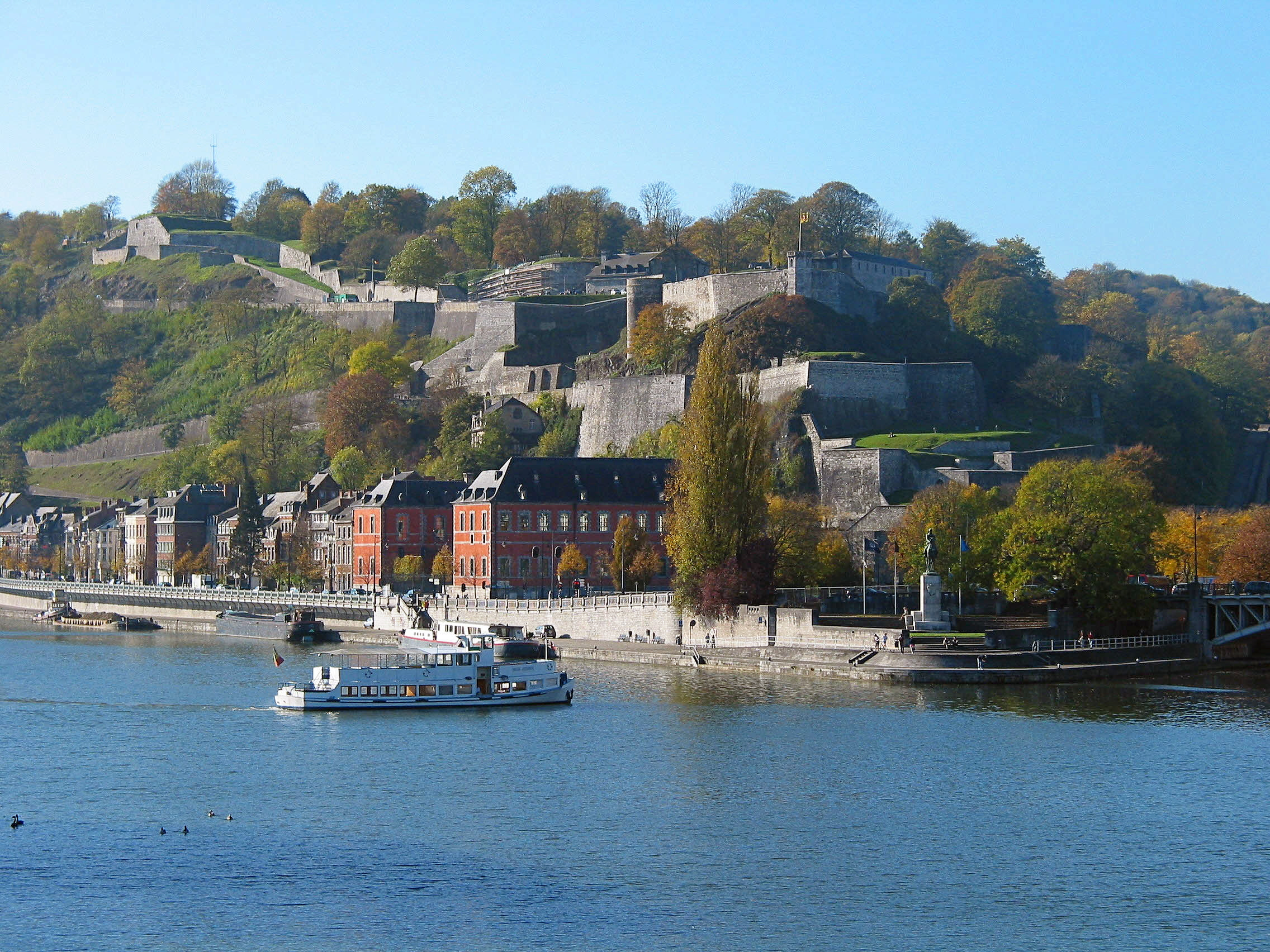
De citadel van Namen aan de Maas

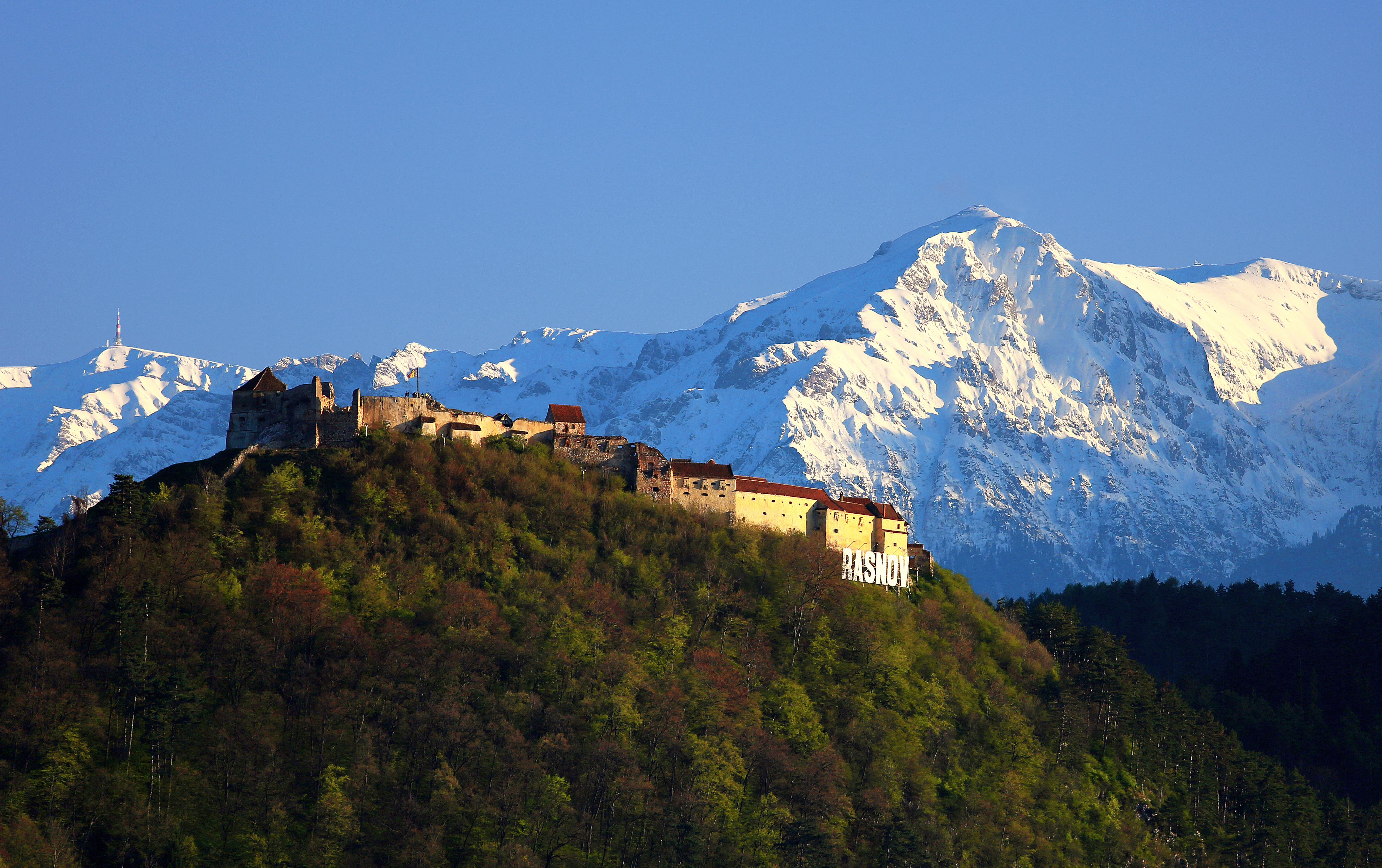
Citadel van Râșnov

Een citadel is een versterking die een vestingstad domineert en zelfstandig verdedigbaar is. Een citadel kan twee verschillende functies hebben:
- een dwangburcht of dwangkasteel om de inwoners van de stad in bedwang te houden
- een reduit of toevluchtsoord om weerstand te kunnen blijven bieden als de stad zelf is gevallen

Het woord is waarschijnlijk via het Franse citadelle afgeleid van het Italiaanse cittadella, een verkleinwoord van città, dat stad betekent.
Voorbeelden zijn de citadel van 's-Hertogenbosch, de citadel van Namen, de citadel van Dinant, de citadel van Hoei en de citadel van Carcassonne. Bij de aardbeving van Bam in Iran van 27 december 2003 is de meer dan 2500 jaar oude citadel van de stad, gemaakt uit leem, stro en palmboomhout, grotendeels verwoest.
acces · affuit · approche · arsenaal · banket · barbacane · barbette · bastion · bastei · batterij · bedekte weg · beer · berm · blokhuis · bolwerk · borstwering · bres · buitenwerk · bunker · bonnet-traverse · caponnière · circumvallatielinie · citadel · contravallatielinie · contre-approche · contrefossé · contregarde · coupure· contrescarpe · courtine · couvre-face · cunette · damsluis · Dienst der Fortificatiën · demi-lune · dwingel · enveloppe · erkertoren · escarpe · face · faussebraye · flank · flèche · fort · fossé · glacis · gracht · halve maan · hamei · hoornwerk · inundatie ·  inundatiekanaal · inundatiesluis · Italiaans vestingstelsel · kat · kazemat · keel · kroonwerk · kruithuis · landpoort · linie · lunet · mezekouw · Nieuw Nederlands Vestingstelsel · onderwal · ontmanteling · opril · Oud-Nederlands vestingstelsel · palissade · papenmuts · plongee · polygonaal stelsel · poortgebouw · poterne · pulvertoren · ravelijn · redan · redoute · reduit · retranchement · rondeel · saillant · sas · schans · schietgat · schilderhuis · schootsveld · singel · sortie · stadsmuur · stadspoort · tamboer · terreplein · tenaille · tobruk · torenfort · traverse · valhek · verdedigingswerk · vesting · vestingstad · voorwerk · wal · walstraat · waltoren · wapenplaats · waterlinie · waterpoort · weermuur · wolfskuil · zwaluwstaart